# Misamo
Misamo (en japonés: ミサモ; en hangul, 미사모; romanización revisada, Misamo;  estilizado como MISAMO), es un trío femenino japonés formado por JYP Entertainment y Warner Music Japan y primera subunidad de Twice, que está integrada por sus tres miembros japonesas, Momo, Sana y Mina. Debutaron el 26 de julio de 2023 con el lanzamiento de su primer EP, titulado Masterpiece.

## Historia

### 2014-2022: Predebut y éxito con Twice
En 2014 las cantantes japonesas miembros de la productora surcoreana JYP Entertainment, Sana Minatozaki, más conocida como Sana, y Momo Hirai, más conocida como Momo, debutarían en un grupo femenino de cuatro integrantes en Japón; sin embargo, JYP suspendió el plan debido al deterioro de la relación histórica coreano-japonesa. En 2015, las dos miembros junto a Mina Sharon Myōi, más conocida como Mina, participaron en Sixteen del canal Mnet, un programa de supervivencia de competencia para decidir la alineación del grupo Twice, convirtiéndose así en miembros de la agrupación.

### 2023-presente: Debut conMasterpiece
El 12 de enero de 2023, Twice anunció que las tres integrantes japonesas del grupo, Momo, Sana y Mina, lanzarían una canción titulada «Bouquet», como parte de la banda sonora del drama japonés Liaison -Children's Heart Clinic- de TV Asahi, que se estrenó el 20 de enero de 2023. El 21 de enero, se anunció que la canción se lanzaría digitalmente el día 25 del mismo mes.
En la medianoche del 7 de febrero, se publicó un tráiler y fotos promocionales de Mina, seguido de publicaciones de Sana y Momo los días siguientes. El 9 de febrero de 2023, Warner Music Japan anunció, mediante un vídeo promocional de las tres miembros, el debut de Misamo, primera subunidad de Twice, para el 26 de julio de 2023 con su primer miniálbum titulado Masterpiece. El álbum contiene un total de siete pistas, incluida la canción «Bouquet», lanzada anteriormente, y su sencillo principal llamado «Do Not Touch». Como parte de las promociones para presentar al público el debut de la agrupación, el trío apareció en la portada de la revista Vogue Japón en su edición de marzo de 2023.
El 28 de abril de 2025, Misamo publicó el sencillo «Message», que es tema principal de la imagen real del manga japonés Kakukaku shikajika, publicado el 16 de mayo.

## Miembros
- Momo (모모) - Bailarina principal, rapera principal, sub vocalista.
- Sana (사나) - Vocalista líder, bailarina líder.
- Mina (미나) - Vocalista principal, visual, maknae.

## Discografía

### EP
| Título        | Detalles | Posicionamiento en listas | Posicionamiento en listas | Posicionamiento en listas |
| Título        | Detalles | JPN                       | JPN Comb.                 | JPN Hot                   |
| ------------- | --- | ------------------------- | ------------------------- | ------------------------- |
| Masterpiece   | - Lanzamiento: 26 de julio de 2023 - Discográfica: Warner Music Japan - Formatos: CD, descarga digital, streaming | 1                         | 1                         | 1                         |
| Haute Couture | - Lanzamiento: 6 de noviembre de 2024 - Discográfica: Warner Music Japan - Formatos: CD, descarga digital, streaming Lista de canciones 1. «Identity» 2. «Runway» 3. «Wah Wah Wah» 4. «Baby, I'm Good» 5. «Daydream» 6. «New Look» 7. «Jealousy» 8. «Misty» (solo de Mina) 9. «Money in My Pocket» (solo de Momo) 10. «Mirage» (solo de Sana) | 2                         | 2                         | 2                         |

### Sencillos
| Título                                                                                       | Año  | Posicionamiento en listas | Posicionamiento en listas | Álbum         |
| Título                                                                                       | Año  | JPN Comb.                 | JPN Hot                   | Álbum         |
| -------------------------------------------------------------------------------------------- | ---- | ------------------------- | ------------------------- | ------------- |
| «Marshmallow»                                                                                | 2023 | —                         | 57                        | Masterpiece   |
| «Do Not Touch»                                                                               | 2023 | 45                        | 58                        | Masterpiece   |
| «New Look»                                                                                   | 2024 | 10                        | 8                         | Haute Couture |
| «Identity»                                                                                   | 2024 | 29                        | 32                        | Haute Couture |
| «—» indica que el lanzamiento no se posicionó en la lista o no se publicó en ese territorio. |      |                           |                           |               |

### Bandas sonoras
| Título    | Año  | Posicionamiento en listas | Posicionamiento en listas | Álbum                                              |
| Título    | Año  | JPN Comb.                 | JPN Hot                   | Álbum                                              |
| --------- | ---- | ------------------------- | ------------------------- | -------------------------------------------------- |
| «Bouquet» | 2023 | 28                        | 32                        | Liaison: Children's Heart Clinic OST y Masterpiece |
| «Message» | 2025 | —                         | —                         | Kakukaku shikajika OST                             |

## Videografía

### Vídeos musicales
| Título         | Año  | Director     | Ref.   |
| -------------- | ---- | ------------ | ------ |
| «Marshmallow»  | 2023 | Dongle Shin  | [ 17 ] |
| «Do Not Touch» | 2023 | Guzza (Kudo) |        |
| «New Look»     | 2024 | Song Min-gyu |        |
| «Identity»     | 2024 | Guzza (Kudo) |        |